# Grand mufti de Jérusalem
Le grand mufti de Jérusalem est le religieux musulman sunnite responsable des lieux saints islamiques de Jérusalem, y compris de la mosquée Al-Aqsa. Le poste a été créé par le gouvernement militaire britannique dirigé par Ronald Storrs en 1918,. Depuis 2006, il est tenu par Muhammad Hussein.

## Histoire

### Mandat britannique
Alors que la Palestine était sous mandat britannique, le poste de grand mufti de Jérusalem a été créé par les autorités du mandat britannique. La création de ce nouveau titre a été conçue par les Britanniques pour « améliorer le statut de l'office ».
Lorsque Kamil al-Husseini est mort en 1921, le haut-commissaire britannique Herbert Samuel a nommé Mohammad Amin al-Husseini à ce poste. Amin al-Husseini, un membre du clan al-Husseini de Jérusalem, était un nationaliste arabe et un dirigeant musulman dans la Palestine sous mandat britannique.
En tant que grand mufti et dirigeant du Haut Comité arabe, notamment durant la période de guerre de 1938 à 1945, al-Husseini a joué un rôle clé dans l'opposition violente contre le sionisme et s'est personnellement allié avec le régime nazi,.
En 1948, après que la Jordanie ait occupé Jérusalem, Abdallah Ier de Jordanie a officiellement démis al-Husseini de son poste, lui a interdit d'entrer dans Jérusalem, et a nommé Hussam al-Din Jarallah au poste de grand mufti. À la mort de Jarallah, en 1952, le waqf jordanien a nommé Saad al-Alami pour le remplacer.

### Autorité palestinienne
En 1993, à la suite de la mort de Saad al-Alami, et du transfert d'un contrôle accru des lieux saints musulmans de Jérusalem d'Israël aux Palestiniens, le président de l'Organisation de libération de la Palestine (OLP), Yasser Arafat a nommé Sulaiman Ja'abari au poste de grand mufti.
Quand Ja'abari est mort en 1994, Arafat a nommé Ekrima Sa'id Sabri. Sabri a été démis de ses fonctions en 2006 par l'Autorité nationale palestinienne du président Mahmoud Abbas, qui était préoccupé de la trop forte implication de Sabri dans les questions politiques. Abbas a nommé Muhammad Ahmad Hussein, perçu comme un politicien modéré.
Cependant, peu de temps après sa nomination, le sheikh Muhammad Ahmad Hussein a fait des commentaires qui suggéraient que l'attentat-suicide était une tactique acceptable pour les Palestiniens à utiliser contre Israël.

## Liste
- Kamil al-Husseini, de la création du poste de 1920 jusqu'à sa mort en 1921
- Mohammad Amin al-Husseini de 1921 à 1948, exilé par les Britanniques en 1937 (mais pas démis comme mufti)[9],[10]
- Hussam ad-Din Jarallah, de 1948 à 1954
- Saad al-Alami de 1954 à 1992[11]
- Sulaiman Ja'abari de 1992 à 1994
- Ekrima Sa'id Sabri à partir d'octobre 1994 à juillet 2006
- Muhammad Ahmad Hussein depuis juillet 2006